# Silingi
Silingii (latină: Silingae, greaca veche: Σιλίγγαι – Silingai) au fost un trib germanic răsăritean, ramură a vandalilor. Silingii au locuit probabil în Silezia.
Silingii au participat la migrația vandalilor în peninsula Iberică, iar mai apoi în Africa de Nord.

## Silezia

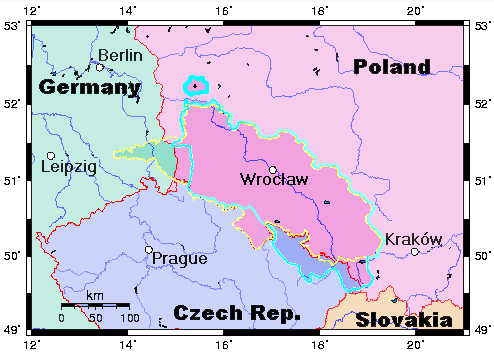
Silezia istorică, suprapusă pe graniţele moderne ale Poloniei, Germaniei şi Cehiei.

Potrivit unor istorici, numele Silezia și silingi sunt legate. O altă ipoteză derivă numele de la munte și râu, prin urmare regiunea de la cuvântul polonez vechi Ślągwa, însemnând "umed" sau "umedă", reflectând climatul din regiune.
Numele teritoriului Silezia este de multe ori presupusă deriva de la un râu sau munte numit acum râul Sleza sau muntele Ślęża. Silingi au trăit la nord de munții Carpați, în ceea ce acum este Silezia. După mișcarea migratorie din secolul al V-lea, silingii au rămas în Silezia, fiind cel mai probabil înlocuiți treptat în secolul al VI-lea de un aflux de persoane care aparțin culturii Praga-Korchak, care se presupune a fi noi triburi slave din est.

## Vezi și
- Hasdingi
- Haddingjar